# Rivière Sèche (rivière du Grand Pabos)
Pour les articles homonymes, voir Sec et Rivière Sèche.
La rivière Sèche coule dans la municipalité régionale de comté (MRC) Le Rocher-Percé, dans la région administrative de la Gaspésie-Îles-de-la-Madeleine, au Québec, au Canada. Ce cours d'eau traverse :
- le canton de Randin qui fait partie du territoire non organisé du Mont-Alexandre ;
- le secteur "Pabos" de la ville de Chandler.

La "rivière Sèche" coule vers le Sud-Est jusqu'à la rive Est de la rivière du Grand Pabos ; cette dernière coule à son tour vers le Sud, jusqu'à la rive Nord de la Baie-des-Chaleurs qui s'ouvre vers l'Est sur le golfe du Saint-Laurent.

## Géographie
La "rivière Sèche" prend sa source de ruisseaux de montagne, dans le canton de Randin, dans le territoire non organisé de Mont-Alexandre. Cette source draine le bassin versant du côté Est de la ligne de départage des eaux avec le versant du "Gros ruisseau de la Chute" (versant Ouest) laquelle coule vers le Sud jusqu'à la rive Nord de la rivière du Grand Pabos. La source de la "Rivière Sèche" est située à :
- 9,9 km au Sud de la limite du canton de Power ;
- 11,5 km au Nord-Ouest de la confluence de la "Rivière Sèche" ;
- 19,1 km au Nord-Ouest de la confluence de la rivière du Grand Pabos.

À partir de sa source, la "rivière Sèche" coule plus ou moins en parallèle sur le côté Est du "Gros ruisseau de la Chute". La "rivière Sèche" coule sur 17,5 km surtout en milieu forestier et montagneux, répartis selon les segments suivants :
- 4,7 km vers le Sud-Est, jusqu'à la limite du secteur "Pabos" de la ville de Chandler ;
- 4,6 km vers le Sud-Est dans Chandler, jusqu'à la confluence d'un ruisseau (venant du Nord-Ouest) ;
- 2,7 km vers l'Est en serpentant jusqu'à la confluence d'un ruisseau (venant du Nord) ;
- 1,8 km vers le Sud-Est, jusqu'à la confluence d'un ruisseau (venant du Nord-Est) ;
- 3,7 km vers le Sud-Est, en traversant une petite plaine en fin de segment, jusqu'à sa confluence[2].

Cette confluence est située à :
- 2,9 km au Sud-Est de la limite du secteur "Newport" de la ville de Chandler ;
- 6,0 km au Nord-Ouest de la confluence du "ruisseau du Lac des Sept-Îles" (venant de l'Ouest) ;
- 5,8 km au Nord-Ouest de l'embouchure de la rivière du Grand Pabos.

## Toponymie
Le toponyme "rivière Sèche" a été officialisé le 5 décembre 1968 à la Commission de toponymie du Québec.